# Travel Service
Travel Service er et flyselskab fra Tjekkiet. Selskabet har hovedkontor i Prag, tæt ved huben på Václav Havel Airport Prague.
Selskabet fløj i januar 2012 charterflyvninger til over 30 destinationer i det meste af Europa. Flyflåden bestod af tretten fly med en gennemsnitsalder på 6,4 år, hvor alle var af typen Boeing 737-800. Syv af flyene var udlejet til andre flyselskaber. Travel Services lavprisflyvninger foregik igennem selskabet SmartWings.

## Historie
Selskabet blev grundlagt i 1998. Senere oprettede Travel Service filialer i Ungarn og Slovakiet. Lavprisflyselskabet SmartWings blev etableret i 2004 som et selvstændigt datterselskab.
I september 2007 overtog det islandske selskab Icelandair Group 50 % af aktierne i Travel Service. Året efter kom ejerskabet op over 60 %.